# Haut-Jura Arcade Communauté
Die Haut-Jura Arcade Communauté ist ein französischer Gemeindeverband mit der Rechtsform einer Communauté de communes im Département Jura in der Region Bourgogne-Franche-Comté. Sie wurde am 31. Dezember 1993 gegründet und umfasst vier Gemeinden. Der Verwaltungssitz befindet sich im Ort Hauts de Bienne.

## Geschichte
Im Februar 2021 beschlossen die Mitglieder des Rats des Gemeindeverbands auf ihrer ersten Sitzung des Jahres die Änderung des bisherigen Namens Communauté de communes du Haut-Jura auf den aktuellen Namen.

## Mitgliedsgemeinden
| Gemeinde                    | Einwohner 1. Januar 2022 | Fläche km² | Dichte Einw./km² | Code INSEE | Postleitzahl |
| --------------------------- | ------------------------ | ---------- | ---------------- | ---------- | ------------ |
| Bellefontaine               | 494                      | 24,71      | 20               | 39047      | 39400        |
| Hauts de Bienne             | 5.099                    | 23,48      | 217              | 39368      | 39400        |
| Longchaumois                | 1.133                    | 57,60      | 20               | 39297      | 39400        |
| Morbier                     | 2.371                    | 41,58      | 57               | 39367      | 39400        |
| Haut-Jura Arcade Communauté | 9.097                    | 147,37     | 62               | –          | –            |